# Šaša
Šaša is een plaats in de gemeente Bednja in de Kroatische provincie Varaždin. De plaats telt 140 inwoners (2001).